# Euselasia eugeon
Euselasia eugeon is een vlindersoort uit de familie van de prachtvlinders (Riodinidae), onderfamilie Euselasiinae.
Euselasia eugeon werd in 1856 beschreven door Hewitson.